# Stazione di Villafranca di Verona
La stazione di Villafranca di Verona è una stazione ferroviaria a servizio del comune omonimo in provincia di Verona. L'impianto si trova sulla linea Verona-Mantova-Modena.
La gestione degli impianti è affidata a Rete Ferroviaria Italiana (RFI), controllata del gruppo Ferrovie dello Stato, mentre la gestione dei locali di servizio usati un tempo dalle ferrovie è stato affidato a diverse associazioni.

## Storia
L'impianto fu aperto nel 1851 assieme al primo tronco della linea per Modena.
A partire dall'orario estivo del 2012 i treni hanno orario cadenzato: Ai minuti 01 in direzione Verona e ai minuti 49 in direzione Mantova.

## Struttura e impianti
Il fabbricato viaggiatori si sviluppa su due livelli, dei quali il primo piano è impiegato come abitazione privata mentre il pian terreno è utilizzato dal bar e dalle associazioni.
Il piazzale è dotato di tre binari. La banchina dei binari 2 e 3 è accessibile con un attraversamento a raso.
Il binario 1 è di corretto tracciato ed è quello dove normalmente si svolge servizio passeggeri.
I binari 2 e 3 sono su tracciato deviato e sono utilizzati in caso di incroci.

## Movimento
La stazione è servita da treni regionali svolti da Trenitalia nell'ambito del contratto di servizio con la Regione Veneto.

## Servizi
La stazione offre i seguenti servizi:
- Parcheggio auto e bici.
- Bar.
- Servizi igienici.